# Zápas na Letních olympijských hrách 1976 – muži, řecko-římský do 74 kg
Zápas řecko-římský ve váhové kategorii do 74 kg probíhal na Letních olympijských hrách 1976 v Montrealu, v multifunkční hale Maurice Richard Arena. O medaile se utkalo celkem 21 zápasníků.

## Turnajové výsledky
Za prohru zápasníci získávají záporné body. 6 bodů vyřazuje zápasníka z dalších bojů. Poté, co zbývají poslední tři borci, utkají se tito ve finálovém kole o medaile.
Legenda
- TF — Lopatkové vítězství
- IN — Vítězství pro soupeřovo zranění
- DQ — Vítězství pro soupeřovu pasivitu
- D1 — Vítězství pro soupeřovu pasivitu, vítěz taktéž napomínán
- D2 — Oba zápasníci diskvalifikováni pro pasivitu
- FF — Kontumační vítězství
- DNA — Soupeř nenastoupil
- TPP — Trestné body celkem
- MPP — Trestné body za zápas

Sankce
- 0 - Lopatkové vítězství, technická převaha, pro pasivitu, zranění soupeře, nenastoupení
- 0,5 - Výhra na body, 8-11 bodů rozdíl
- 1 - Výhra na body, 1-7 bodů rozdíl
- 2 - Výhra pro pasivitu, vítěz taktéž napomínán
- 3 - Prohra na body, 1-7 body rozdíl
- 3,5 - Prohra na body, 8-11 bodů rozdílu
- 4 - Prohra lopatková, technickou převahu, pro pasivitu, zranění, nenastoupení

### Kolo 1
| TPP | MPP |                            | Skóre     |                        | MPP | TPP |
| --- | --- | -------------------------- | --------- | ---------------------- | --- | --- |
| 0   | 0   | Jasuo Nagatomo (JPN)       | IN / 5:25 | Jamtsyn Davaajav (MGL) | 4   | 4   |
| 4   | 4   | Gheorghe Ciobotaru (ROU)   | D2 / 8:00 | Jan Karlsson (SWE)     | 4   | 4   |
| 4   | 4   | Brahim Toughza (MAR)       | DQ / 8:00 | Hans Kiss (AUT)        | 0   | 0   |
| 4   | 4   | Stanisław Krzesiński (POL) | DQ / 5:15 | Mikko Huhtala (FIN)    | 0   | 0   |
| 1   | 1   | Idalberto Barbán (CUB)     | 13 - 10   | John Matthews (USA)    | 3   | 3   |
| 4   | 4   | Klaus-Peter Göpfert (GDR)  | DQ / 8:17 | Vítězslav Mácha (TCH)  | 0   | 0   |
| 0   | 0   | Petros Galaktopoulos (GRE) | TF / 4:54 | Brian Renken (CAN)     | 4   | 4   |
| 0   | 0   | Janko Čopov (BUL)          | DQ / 7:54 | Mihály Toma (HUN)      | 4   | 4   |
| 4   | 4   | Karl-Heinz Helbing (FRG)   | DQ / 7:56 | Anatolij Bykov (URS)   | 0   | 0   |

### Kolo 2
| TPP | MPP |                            | Skóre     |                            | MPP | TPP |
| --- | --- | -------------------------- | --------- | -------------------------- | --- | --- |
| 4   | 4   | Jasuo Nagatomo (JPN)       | DQ / 6:50 | Gheorghe Ciobotaru (ROU)   | 0   | 4   |
| 4   | 0   | Jan Karlsson (SWE)         | TF / 2:40 | Hans Kiss (AUT)            | 4   | 4   |
| 4   | 0   | Stanisław Krzesiński (POL) | DQ / 7:53 | Idalberto Barbán (CUB)     | 4   | 5   |
| 0   | 0   | Mikko Huhtala (FIN)        | DQ / 4:24 | John Matthews (USA)        | 4   | 7   |
| 5   | 1   | Klaus-Peter Göpfert (GDR)  | 9 - 6     | Petros Galaktopoulos (GRE) | 3   | 3   |
| 0   | 0   | Vítězslav Mácha (TCH)      | DQ / 6:57 | Brian Renken (CAN)         | 4   | 8   |
| 4   | 4   | Janko Čopov (BUL)          | D1 / 4:34 | Karl-Heinz Helbing (FRG)   | 2   | 6   |
| 8   | 4   | Mihály Toma (HUN)          | DQ / 7:44 | Anatolij Bykov (URS)       | 0   | 0   |
| 4   |     | Jamtsyn Davaajav (MGL)     |           | DNA                        |     |     |
| 4   |     | Brahim Toughza (MAR)       |           | DNA                        |     |     |

### Kolo 3
| TPP | MPP |                            | Skóre     |                           | MPP | TPP |
| --- | --- | -------------------------- | --------- | ------------------------- | --- | --- |
| 7   | 3   | Jasuo Nagatomo (JPN)       | 5 - 10    | Jan Karlsson (SWE)        | 1   | 5   |
| 4   | 0   | Gheorghe Ciobotaru (ROU)   | TF / 5:41 | Hans Kiss (AUT)           | 4   | 8   |
| 8   | 4   | Stanisław Krzesiński (POL) | TF / 1:14 | Klaus-Peter Göpfert (GDR) | 0   | 5   |
| 0.5 | 0.5 | Mikko Huhtala (FIN)        | 12 - 3    | Idalberto Barbán (CUB)    | 3.5 | 8.5 |
| 0.5 | 0.5 | Vítězslav Mácha (TCH)      | 12 - 2    | Janko Čopov (BUL)         | 3.5 | 7.5 |
| 7   | 4   | Petros Galaktopoulos (GRE) | TF / 3:55 | Karl-Heinz Helbing (FRG)  | 0   | 6   |
| 0   |     | Anatolij Bykov (URS)       |           | Bye                       |     |     |

### Kolo 4
| TPP | MPP |                          | Skóre |                           | MPP | TPP |
| --- | --- | ------------------------ | ----- | ------------------------- | --- | --- |
| 1   | 1   | Anatolij Bykov (URS)     | 7 - 6 | Gheorghe Ciobotaru (ROU)  | 3   | 7   |
| 8   | 3   | Jan Karlsson (SWE)       | 5 - 9 | Klaus-Peter Göpfert (GDR) | 1   | 6   |
| 3.5 | 3   | Mikko Huhtala (FIN)      | 3 - 4 | Vítězslav Mácha (TCH)     | 1   | 1.5 |
| 6   |     | Karl-Heinz Helbing (FRG) |       | Bye                       |     |     |

### Kolo 5
| TPP | MPP |                          | Skóre     |                           | MPP | TPP |
| --- | --- | ------------------------ | --------- | ------------------------- | --- | --- |
| 6   | 0   | Karl-Heinz Helbing (FRG) | TF / 2:09 | Mikko Huhtala (FIN)       | 4   | 7.5 |
| 1   | 0   | Anatolij Bykov (URS)     | DQ / 8:54 | Klaus-Peter Göpfert (GDR) | 4   | 10  |
| 1.5 |     | Vítězslav Mácha (TCH)    |           | Bye                       |     |     |

### Finále
Výsledky z předchozích kol se započítávají do finále (žlutě zvýrazněno)
| TPP | MPP |                          | Skóre     |                          | MPP | TPP |
| --- | --- | ------------------------ | --------- | ------------------------ | --- | --- |
|     | 4   | Karl-Heinz Helbing (FRG) | DQ / 7:56 | Anatolij Bykov (URS)     | 0   |     |
|     | 0   | Vítězslav Mácha (TCH)    | DQ / 8:52 | Karl-Heinz Helbing (FRG) | 4   | 8   |
| 1   | 1   | Anatolij Bykov (URS)     | 7 - 3     | Vítězslav Mácha (TCH)    | 3   | 3   |

## Finálové pořadí
1. Anatolij Bykov (URS)
2. Vítězslav Mácha (TCH)
3. Karl-Heinz Helbing (FRG)
4. Mikko Huhtala (FIN)
5. Klaus-Peter Göpfert (GDR)
6. Gheorghe Ciobotaru (ROU)
7. Jan Karlsson (SWE)
8. Petros Galaktopoulos (GRE)